# Шарне Вемеєр
Шарне Вемеєр (англ. Sharne Wehmeyer, 11 квітня 1980) — південноафриканська хокеїстка на траві.
Учасниця Олімпійських Ігор 2004 року.
Переможниця Африканських ігор 2003 року.